# Jan Śliwiński (generał)

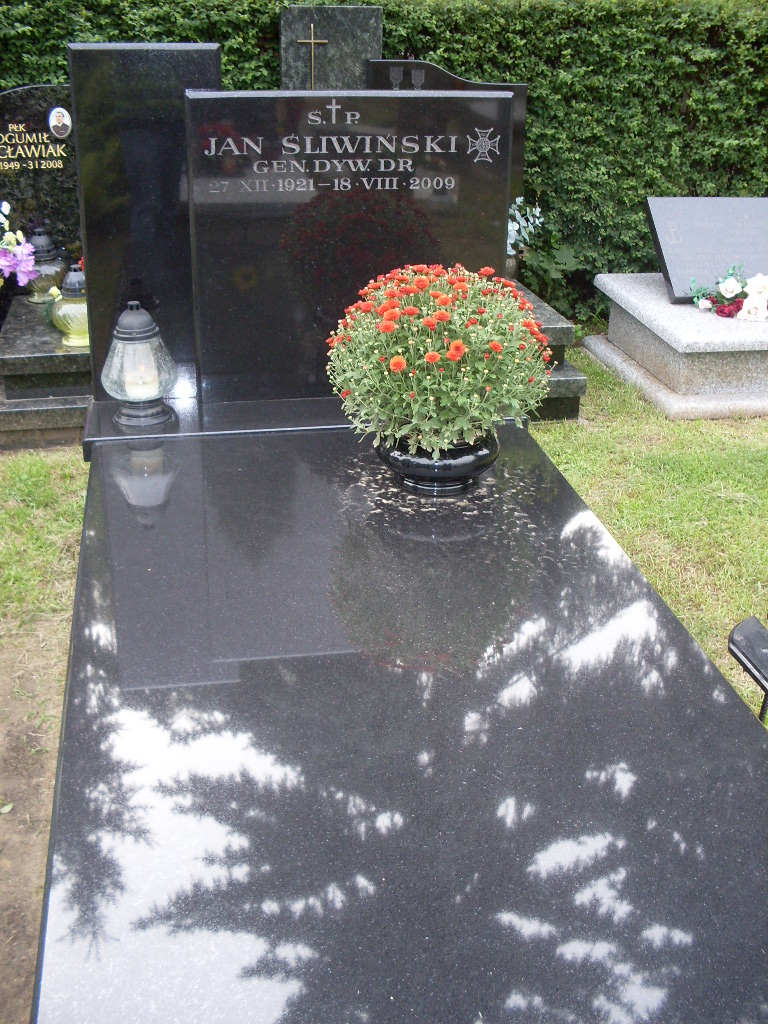
Grób Jana Śliwińskiego na Cmentarzu Wojskowym na Powązkach w Warszawie

Jan Śliwiński (ur. 27 grudnia 1921, zm. 18 sierpnia 2009) – generał dywizji ludowego Wojska Polskiego, doktor nauk wojskowych, działacz społeczny.

## Życiorys
Syn Stanisławy i Marcina, kolejarza PKP. Do 1941 mieszkał i uczył się w Stanisławowie. W mieście tym zdał maturę. Z chwilą wybuchu wojny w 1939 roku zgłosił się ochotniczo w szeregi 48 Pułku Piechoty Strzelców Kresowych, skąd skierowany został do służby w Komendzie Garnizonu Stanisławów. Powierzono mu funkcje wartowniczo-ochronne, a następnie kancelisty. W przeddzień wejścia do miasta Armii Czerwonej wraz z całą grupą ochotników został zwolniony ze służby wojskowej. Po napadzie Niemiec na ZSRR w czerwcu 1941 rozpoczął służbę w Armii Czerwonej w stopniu szeregowego. Uczestniczył w działaniach bojowych na kierunku Stanisławów, Żmerynka, Biała Cerkiew, Kijów. W Kijowie skierowany został do 744 Samodzielnego Batalionu Budowlanego Armii Czerwonej, przegrupowującego się do miasta Uljanowsk. W czerwcu 1942 roku, po przeformowaniu 744 samodzielnego batalionu budowlanego w batalion pracy, w jego szeregach trafił na Ural. Od lipca 1943 służył w szeregach utworzonego na terytorium Związku Radzieckiego Ludowego Wojska Polskiego. Po krótkim okresie służby w 1 Dywizji Piechoty im. Tadeusza Kościuszki w Sielcach nad Oką skierowany został do służby w 2 Dywizja Piechoty im. J. H. Dąbrowskiego. W niej złożył przysięgę wojskową. Na początku 1944 ze Smoleńszczyzny, dokąd przegrupowana została 2 Dywizja Piechoty, delegowany został do miasta Sumy na Ukrainie jako oficer zaangażowany do służby w powstających tam wojskowych oddziałach. Przeszedł szlak bojowy 4 Dywizji Piechoty im. Jana Kilińskiego jako zastępca dowódcy 12 Kołobrzeskiego pułku piechoty ds. polityczno-wychowawczych. W 1944 roku awansował na porucznika i kapitana, a w 1945 na majora. Brał udział m.in. w walkach obronnych nad Wisłą, w walkach o przełamanie Wału Pomorskiego, w operacji berlińskiej i w bojach nad Łabą.
Po zakończeniu działań wojennych został zastępcą komendanta Oficerskiej Szkoły 1 Armii WP. W latach 1945–1947 pełnił funkcję zastępcy dowódcy 8 Drezdeńskiej Dywizji Piechoty im. Bartosza Głowackiego uczestnicząc w walkach z podziemiem niepodległościowym oraz oddziałami UPA w Bieszczadach. W kwietniu 1947 został zastępcą dowódcy 1 Warszawskiej Dywizji Piechoty im. Tadeusza Kościuszki.
W październiku 1947 podjął studia w Akademii Sztabu Generalnego WP, po ukończeniu 1 roku został przeniesiony na studia w Wojskowej Akademii Sztabu Generalnego Sił Zbrojnych ZSRR im. Woroszyłowa w Moskwie. Po powrocie do kraju zajmował wysokie stanowiska dowódczo-sztabowe oraz w szkolnictwie wojskowym, był kolejno starszym wykładowcą taktyki i sztuki operacyjnej, kierownikiem kursu oraz komendantem Fakultetu Ogólnowojskowego w Akademii Sztabu Generalnego WP im. gen. Karola Świerczewskiego w Rembertowie. W okresie 1953–1954 pełnił funkcję zastępcy szefa Komisji Nadzorczej Państw Neutralnych w Korei. 20 lipca 1954 otrzymał awans na generała brygady WP. Miał wówczas ukończone 32 lata. Od listopada 1954 do lutego 1955 był dowódcą 12 Korpusu Armijnego z dowództwem w Krakowie. W następnych latach był kolejno szefem Departamentu Kadr MON (luty 1955– listopad 1956) oraz zastępcą dowódcy – szefem sztabu Pomorskiego Okręgu Wojskowego (listopad 1956– luty 1959).
W październiku 1962 awansowany do stopnia generała dywizji. Nominację wręczył w Belwederze przewodniczący Rady Państwa PRL Aleksander Zawadzki. W latach 1959–1965 – I zastępca Głównego Inspektora Szkolenia – szef Inspektoratu Szkolenia MON oraz szef sztabu Frontu Polskiego na czas wojny. Od 1965 do 1969 był stałym przedstawicielem Sztabu Generalnego WP przy Sztabie Zjednoczonych Sił Zbrojnych Układu Warszawskiego w Moskwie.
W okresie 1978–1982 urlopowany z wojska do Ministerstwa Spraw Zagranicznych był ambasadorem nadzwyczajnym i pełnomocnym PRL w Socjalistycznej Republice Wietnamu, natomiast w latach 1969–1978 oraz 1982–1987 był pełnomocnikiem Szefa Sztabu Generalnego WP do spraw specjalnych. W okresie stanu wojennego był w latach 1982–1983 pełnomocnikiem Komitetu Obrony Kraju – komisarzem wojskowym w Ministerstwie Handlu Zagranicznego. 14 lipca 1987 przeniesiony w stan spoczynku w związku z ukończeniem 65 roku życia. Łącznie służył w Wojsku Polskim przez 44 lata, z czego aż 33 lata w stopniu generalskim.
Od 1945 był członkiem Polskiej Partii Robotniczej, a następnie Polskiej Zjednoczonej Partii Robotniczej. W latach 1983–1987 pełnił funkcję przewodniczącego Komisji Braterstwa Broni Zarządu Głównego Towarzystwa Przyjaźni Polsko-Radzieckiej. W latach 1985–1990 wchodził w skład Rady Naczelnej i Zarządu Głównego ZBoWiD. W latach 70. był członkiem Państwowej Rady ds. Wykorzystania Energii Jądrowej.
Autor pozycji wspomnieniowych wydanych przez Wydawnictwo MON: „Z kroniki bojowych dni” (1962), „Taktyka 4 Dywizji w minionej wojnie” (1965) oraz „Moja pierwsza akademia” (1974).
Pochowany na cmentarzu Powązki Wojskowe w Warszawie (kwatera FII-12-15).

## Awanse
- podporucznik – 1943
- porucznik – 1944
- kapitan – 1944
- major – 1945
- podpułkownik – 1946
- pułkownik – 1950
- generał brygady – 1954
- generał dywizji – 1962

## Publikacje
- J. Śliwiński, J. Guterman, O podoficerze i dla podoficera (wybrane zagadnienia), Wydawnictwo MON, Warszawa 1960
- J. Śliwiński, Z kroniki bojowych dni, Wydawnictwo MON, Warszawa 1962
- J. Śliwiński, Moja pierwsza akademia, Wydawnictwo MON, Warszawa 1974
- J. Śliwiński, Taktyka 4 Dywizji w minionej wojnie, Wydawnictwo MON, Warszawa 1965

## Życie prywatne
Mieszkał w Warszawie. Żonaty od 1946, żona Zofia Śliwińska z domu Pietras (1923-2021). Miał trzech synów.

## Odznaczenia i wyróżnienia
- Krzyż Srebrny Orderu Virtuti Militari
- Krzyż Komandorski Orderu Odrodzenia Polski
- Krzyż Kawalerski Orderu Odrodzenia Polski
- Order Sztandaru Pracy I klasy
- Order Sztandaru Pracy II klasy
- Order Krzyża Grunwaldu III klasy
- Srebrny Medal „Zasłużonym na Polu Chwały”
- Medal „Za udział w walkach w obronie władzy ludowej”
- Medal 10-lecia Polski Ludowej
- Medal 30-lecia Polski Ludowej
- Medal 40-lecia Polski Ludowej
- Medal za Odrę, Nysę, Bałtyk
- Medal Zwycięstwa i Wolności 1945
- Złoty Medal „Siły Zbrojne w Służbie Ojczyzny”
- Srebrny Medal „Siły Zbrojne w Służbie Ojczyzny”
- Brązowy Medal „Siły Zbrojne w Służbie Ojczyzny”
- Medal „Za udział w walkach o Berlin”
- Złoty Medal „Za zasługi dla obronności kraju”
- Srebrny Medal „Za zasługi dla obronności kraju”
- Brązowy Medal „Za zasługi dla obronności kraju”
- Medal im. Ludwika Waryńskiego (1988)[3]
- Odznaka „Zasłużony Pracownik Handlu Zagranicznego” (1983)[4]
- Odznaka 1000-lecia Państwa Polskiego
- Odznaka Grunwaldzka
- Medal „Zasłużony Działacz Towarzystwa Przyjaźni Polsko-Radzieckiej” (1987)[5]
- Złota Odznaka Kół Młodzieży Wojskowej
- Złota odznaka honorowa „Za Zasługi dla Warszawy” (1961)[6]
- Order Czerwonego Sztandaru – dwukrotnie (ZSRR)
- Medal „Za zdobycie Berlina” (ZSRR)
- Medal „Za umacnianie braterstwa broni” (ZSRR, 1984)[7]
- Medal „Za zwycięstwo nad Niemcami w Wielkiej Wojnie Ojczyźnianej 1941–1945” (ZSRR, 1945)
- Medal jubileuszowy „Dwudziestolecia zwycięstwa w Wielkiej Wojnie Ojczyźnianej 1941–1945” (ZSRR)
- Odznaka „25 lat Zwycięstwa w Wielkiej Wojnie Ojczyźnianej 1941-1945” (ZSRR, 1970)[8]
- Medal jubileuszowy „Trzydziestolecia zwycięstwa w Wielkiej Wojnie Ojczyźnianej 1941–1945” (ZSRR, 1975)
- Medal jubileuszowy „Czterdziestolecia zwycięstwa w Wielkiej Wojnie Ojczyźnianej 1941–1945” (ZSRR, 1985)
- Medal jubileuszowy „50-lecia zwycięstwa w Wielkiej Wojnie Ojczyźnianej 1941–1945” (Rosja, 1995)
- Medal jubileuszowy „50 lat Sił Zbrojnych ZSRR” (ZSRR, 1968)[9]
- Medal jubileuszowy „60 lat Sił Zbrojnych ZSRR” (ZSRR, 1978)
- Medal jubileuszowy „70 lat Sił Zbrojnych ZSRR” (ZSRR, 1988)
- Wpis do „Honorowej Księgi Czynów Żołnierskich” (1985)
- Wpis do Honorowej Księgi Zasłużonych Towarzystwa Przyjaźni Polsko-Radzieckiej (1987)[10]
- Nagroda tygodnika "Polityka" w dziedzinie najnowszej historii Polski za książkę Z kroniki bojowych dni (1964)[11]
- Nagroda Ministra Obrony Narodowej II stopnia w dziedzinie literatury za książkę Moja pierwsza akademia (1974)[12]
- I inne